# 유건 (천승애왕)
천승애왕 유건(千乘哀王 劉建, ? ~ 61년)은 후한의 황족으로, 명제의 아들이다.

## 생애
영평 3년(60년), 천승왕에 봉해졌으나 이듬해에 요절하였고, 시호를 애(哀)라 하였다. 아들이 없어 봉국은 폐지되었다.

## 출전
- 범엽, 《후한서》 권2 현종효명제기·권50 효명팔왕열전

| 전임 (첫 봉건) | 후한의 천승왕 60년 4월 신유일 ~ 61년 9월 무인일 | 후임 (18년 후) 천승정왕 유강 |